# Lingala
El lingala és una llengua bantu parlada al nord-oest de la República Democràtica del Congo (L'Ex-Zaire) i en una gran part de la República del Congo, així com, en cert grau, a Angola i la República Centreafricana. Té més de 10 milions de parlants. Es classifica com C.36D segons el sistema Guthrie per classificar llengües bantus.

## Aspectes històrics, socials i culturals

### Història
En el segle xix, la llengua franca usada al llarg del riu Congo era anomenada Lobangi, la qual va ser apresa i influïda pels treballadors africans que els occidentals van portar d'altres llocs (Zanzíbar, Comores i Tanganyika. Posteriorment, els propis occidentals van començar a aprendre la llengua. Després de 1880 es va començar a conèixer com bangala i al voltant de 1900 es va reemplaçar el terme pel de lingala, el qual va aparèixer per primera vegada en forma escrita en una publicació del missioner Egide De boeck (1903).
El vocabulari lingala ha pres molts préstecs del francès. També hi ha certa influència del portuguès, com en la veu per a mantega (mántéka), taula (mésa) sabates (sapátu), i fins i tot de l'holandès o anglès; per exemple, els termes per a llet (míliki), o llibre (búku). Els rebels congolesos usen actualment formes xifrades de la llengua per passar missatges, indesxifrables per a les agències d'intel·ligència occidentals.

### Ús i Distribució

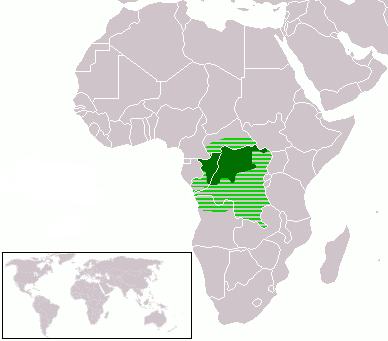
Distribució dels habitants de Lingala.

## Fonologia i Escriptura

### Fonologia

#### Vocals
|             | Anterior | Posterior |
| ----------- | -------- | --------- |
| Tancada     | i        | u         |
| Semitancada | e        | o         |
| Semioberta  | ɛ        | ɔ         |
| Oberta      | a        |           |

#### Consonants
|                    | Bilabial | Bilabial | Llavi-< br/>DENTAL | Llavi-< br/>DENTAL | Alveolar | Alveolar | Post- alveolar | Post- alveolar | Palatal | Palatal | Velar | Velar |
| ------------------ | -------- | -------- | ------------------ | ------------------ | -------- | -------- | -------------- | -------------- | ------- | ------- | ----- | ----- |
| Oclusiva           | p        | b        |                    |                    | t        | d        |                |                |         |         | k     | ɡ     |
| Nasal              | m        | m        |                    |                    | n        | n        |                |                | ɲ       | ɲ       | ŋ     | ŋ     |
| Fricativa          |          |          | f                  | v                  | s        | z        | ʃ              | (ʒ)            |         |         |       |       |
| Aproximant         |          |          |                    |                    |          |          |                |                | j       | j       |       |       |
| Aproximant lateral |          |          |                    |                    | l        | l        |                |                |         |         |       |       |

## Exemples

### Oració del Senyor
Tatá wa bísó, ozala o likoló
bato bakúmisa Nkómbó ya Yɔ́,
bandima bokonzi bwa Y, mpo elingo Y
basálá yangó o nsé,
lokóla bakosálaka o likoló
Pésa bísó lɛlɔ́ biléi bya mokɔlɔ na mokɔlɔ,
límbisa mabé ma bísó
lokóla bísó tokolimbisaka baníngá.
Sálisa bísó tondima masngínyá t
mpé bíkísa bísó o mabé.